# Barão do Cercal
Barão do Cercal é um título nobiliárquico criado por D. Maria II de Portugal, por Decreto de 11 de Maio de 1851 e Carta de 5 de Janeiro de 1852, em favor de Alexandrino António de Melo, depois 1.º Visconde do Cercal.
Titulares
1. Alexandrino António de Melo, 1.º Barão e 1.º Visconde do Cercal;
2. António Alexandrino de Melo, 2.º Barão do Cercal.